# NGC 6198
NGC 6198 est une galaxie elliptique située dans la constellation du Dragon. Sa vitesse par rapport au fond diffus cosmologique est de 5 285 ± 28 km/s, ce qui correspond à une distance de Hubble de 78,0 ± 5,5 Mpc (∼254 millions d'al). NGC 6198 a été découverte par l'astronome américain Lewis Swift en 1886.